# Ciutat Vella d'Edimburg

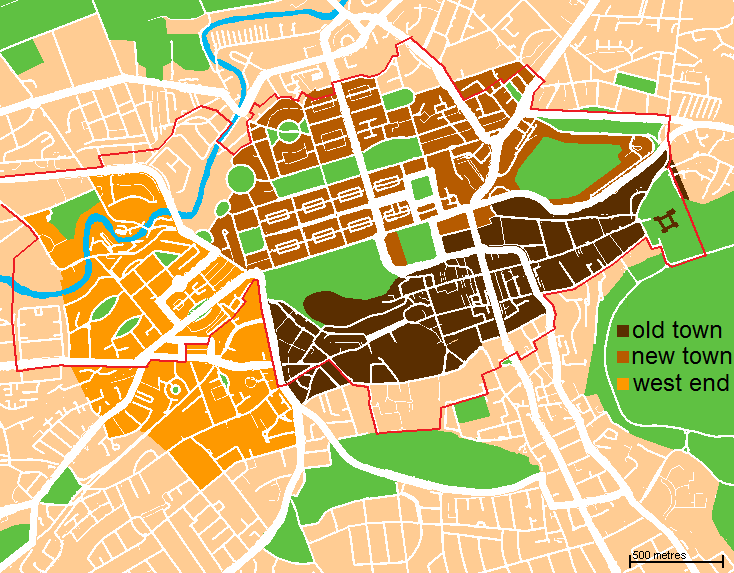
Mapa d'Edimburg:
Ciutat Vella
Ciutat Nova
West End

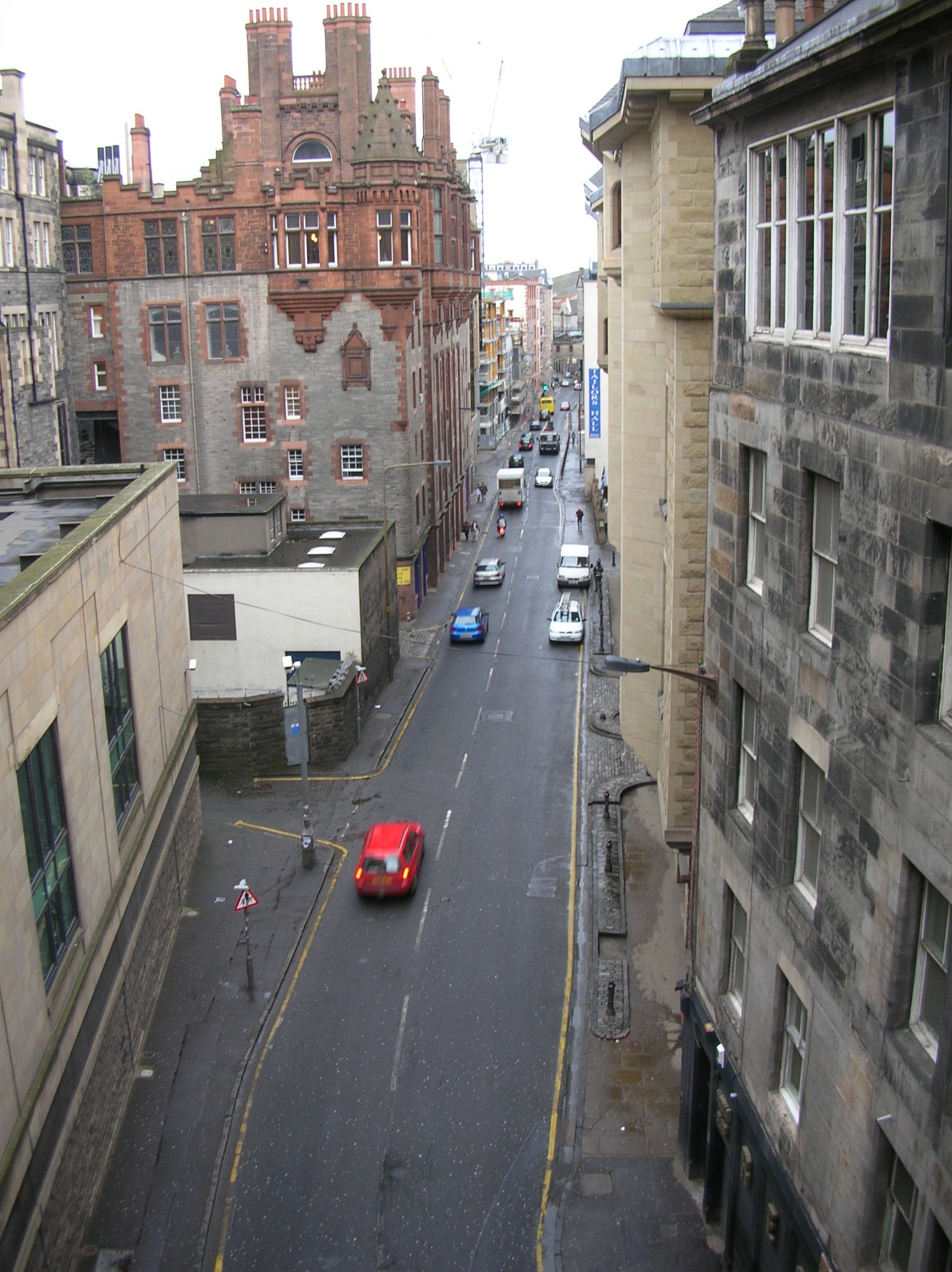
El Cowgate

La ciutat vella d'Edimburg, la capital d'Escòcia, està inscrita en la llista del Patrimoni de la Humanitat de la Unesco des del 1995.
Ha conservat la seva planta medieval i molts edificis de l'època de la Reforma escocesa.
Un extrem està barrat pel castell d'Edimburg i l'artèria principal, el Royal Mile, actualment formada per quatre carrers diferents anomenats Castlehill, Lawnmarket, High Street i Canongate, que van des d'allà fins a l'abadia de Holyrood, actualment en ruïnes. Uns carrerons estrets porten del turó avall a ambdós llocs de l'artèria principal seguint el model d'una espina de peix. Grans quadrats en rodejaven els mercats i principals edificis públics, com ara la catedral de Saint Giles i els Tribunals Suprems d'Escòcia.
Altres llocs d'interès són: l'edifici del Parlament escocès, el palau de Holyrood, la sala de l'Assemblea General de l'Església d'Escòcia, el Reial Museu d'Escòcia, la Surgeons' Hall ('Sala dels Cirurgians'), la Universitat d'Edimburg i altres carrers, voltes subterrànies i relíquies de fases prèvies de construcció. El plànol dels carrers, típic dels barris vells de moltes ciutats del nord d'Europa, resulta especialment un lloc d'interès a Edimburg, on el castell està situat al capdamunt d'un turó rocós, que anteriorment havia estat un volcà.
La topografia de la ciutat és coneguda com a «crag and tail» (literalment, 'pujol rocós i cua'); va ser creada durant l'última glaciació quan les glaceres en retrocés empenyien el terra tou cap a un costat, però no ocorria amb els pujols més durs de roca volcànica. Al turó rocós, fou on es va construir la primera part de la ciutat que es va desenvolupar, fortificant-se i, amb el temps, arribant a ser l'actual castell d'Edimburg. La resta de la ciutat va anar creixent lentament fins al peu del pujol des de la Roca del Castell. Aquest era un lloc que es defensava fàcilment amb els pantans al sud i un loch, el Nor Loch, al nord. L'accés de la carretera principal es va restringir amb portes i muralles, de les quals, actualment, només queden restes fragmentàries.
A causa de les restriccions d'espai imposades per l'estret de la «cua», la ciutat vella es va convertir en la llar d'alguns edificis residencials, com ara «blocs de pisos». A partir de l'any 1500, es va imposar una nova norma, que les residències havien de tenir diversos pisos. Durant el segle xviii, la ciutat vella tenia una població de 80.000 habitants aproximadament. Encara que, en èpoques més modernes, ha disminuït de manera dràstica a 4.000 habitants. Actualment, hi ha al voltant de 20.000 habitants a la ciutat vella. Aquestes variacions de població són degudes al fet que la població es va negar durant molt de temps a construir fora de la muralla defensiva, ja que estaven més segurs entre muralles. Dins les muralles, la població va augmentar i és per això que els edificis se'n van fer més alts. Per desgràcia, molts d'aquests edificis van ser destruïts a causa del gran incendi del 1824; la seva reconstrucció sobre els fonaments originaris comportà que s'hi produïren canvis de nivell del terra.
El 7 de desembre del 2002, un altre gran incendi a la ciutat vella va provocar destrosses a Cowgate. Va destruir un club famós de comèdies, "The Gilded Balloon" i la major part del departament d'informàtica de la Universitat d'Edimburg, incloent-hi la biblioteca d'Intel·ligència artificial.